# 9963 Sandage
9963 Sandage este un asteroid din centura principală de asteroizi.

## Descriere
9963 Sandage este un asteroid din centura principală de asteroizi. A fost descoperit pe 9 ianuarie 1992 la Observatorul Palomar de Eleanor Francis Helin. Asteroidul prezintă o orbită caracterizată de o semiaxă mare de 2,34 ua, o excentricitate de 0,28 și o înclinație de 23,5° în raport cu ecliptica.